# Норинт
Издательство «Норинт» — российское книжное издательство. Основано в 1997 году в Санкт-Петербурге, ликвидировано в 2012 году.

## Основная деятельность
Полное название — "Негосударственное издательское учреждение «Издательство „Норинт“» (НИУ «Издательство „Норинт“»). Офис компании находился в Санкт-Петербурге в Петроградском районе. Руководитель компании — Брусиловский Валентин Георгиевич.
Основное направление деятельности — издание книг, брошюр, рекламных буклетов и аналогичных публикаций, в том числе для слепых, в печатном виде.
Издательство «Норинт» выпускало энциклопедическую, справочную, краеведческую и познавательную детскую литературу. В издательстве была разработана система подготовки энциклопедических изданий, включавшая проверку достоверности приводимых в тексте сведений, а в переводных изданиях — и переработку текста для российского читателя. Многие проекты «Норинта» являлись солидными изданиями, требующими серьёзной издательской подготовки.

## Значимые издания

«Большой толковый словарь русского языка» опубликован издательством «Норинт» в 2000 году

- Сергей Кузнецов: Большой толковый словарь русского языка. 2000 год.
- Евгений Анисимов: Иллюстрированная история России. 2003 год.
- Кирилл Горбачевич: Словарь эпитетов русского языка. 2004 год.
- Николай Соловьев: Орфографический словарь. Комментарий. Правила: Справочник. 2005 год.
- Лариса Александрова: Москва. 2005 год.
- Евгений Анисимов: Женщины на Российском престоле. 2005 год.
- Светлана Снарская: Толково-энциклопедический словарь. 2006 год.
- Светлана Снарская: Большой биографический словарь. 2007 год.
- Наум Синдаловский: Санкт-Петербург. Энциклопедия. 2008 год.